# آبراهام والدلومار
آبراهام والدلومار به(اسپانیایی: Abraham Valdelomar؛ زاده ۲۷ آوریل ۱۸۸۸ - درگذشته ۳ نوامبر ۱۹۱۹) با نام کامل پدرو آبراهام والدلومار پینتو (اسپانیایی: Pedro Abraham Valdelomar Pinto) نویسنده، شاعر، روزنامه‌نگار، مقاله‌نویس و نمایشنامه‌نویس اهل پرو بود. او را بنیان‌گذار جنبش آوانگارد در پرو می‌دانند، اگرچه او بیشتر به‌خاطر ژست‌های عمومی آراسته و شیک‌مانندش و تأسیس ژورنال Colónida شناخته می‌شود تا برای نوشته‌هایش، که از نظر غزلی به‌جای تجربیات تهاجمی، بیشتر پست مدرنیستی هستند. او مانند شارل بودلر در پاریس قرن نوزدهم، ادعا کرد که کشورش را برای اولین بار از رابطه شعر و بازار آگاه کرده و نیاز نویسنده را تشخیص داده‌است و شهرتش را مدیون آن است.

## زندگی
والدلومار در شهر کوچک ساحلی پیسکو، پرو بزرگ شد، در سن ۵ سالگی به همراه خانواده اش به لیما پایتخت پرو نقل مکان کرد و اولین مجله خود را در حالی که هنوز در مدرسه بود منتشر کرد. در سال ۱۹۰۶، او به عنوان تصویرگر برای مجله «تشویق و سوت» (Applause and Whistles) کار می‌کرد. زمانی که در ارتش پرو خدمت می‌کرد، درگیری با اکوادور را برای نشریه ال دیاریو شرح داد. در سال ۱۹۱۳ با سفارت پرو در رم کار کرد و ستونی در روزنامه به نام «تواریخ روم» را می‌نوشت.
والدلومار، کاریکاتوریست شوخ‌طبعی است که کتاب‌ها، داستان‌های کوتاه، مقاله‌ها و قطعات روزنامه‌نگاری تألیف می‌کرد. او را به‌خاطر کریولو کوئنتوس یا داستان‌های محلی‌اش که در پیسکوی مورد علاقه‌اش اتفاق می‌افتد، به یاد می‌آورند. مشهورترین آنها El Caballero Carmelo، داستان تراژیک یک خروس جنگی است که برای اولین بار در روزنامه La Nación de Lima منتشر شد.
در سال ۱۹۱۶، والدلومار مجله ادبی Colónida را تأسیس کرد که شامل آثار خودش و همچنین موج جدیدی از استعدادهای ادبی جوان در پرو، از جمله شاعر خوزه ماریا اگورن بود.

## بزرگداشت
تصویر او از زمان معرفی اسکناس سول پرو در سال ۱۹۹۱ بر روی اسکناس ۵۰ سولی نقش بسته‌است که گواهی بر جایگاه او به عنوان یکی از معتبرترین نویسندگان کشور پرو است.
یک گوگل دودل در ۲۷ آوریل ۲۰۱۹، صد و سی و یکمین سالگرد تولد والدلومار را گرامی داشت.